# Sophora prostrata
Sophora prostrata là một loài thực vật có hoa trong họ Đậu. Loài này được Buchanan miêu tả khoa học đầu tiên.